# Empoasca unca
Empoasca unca är en insektsart som beskrevs av Delong och Davidson 1935. Empoasca unca ingår i släktet Empoasca och familjen dvärgstritar. Inga underarter finns listade i Catalogue of Life.